# Château de Fontaine-Française
Pour les articles homonymes, voir Château de Fontaine.
Le château de Fontaine-Française, situé au centre de son village (Fontaine-Française-Côte-d'Or), en Bourgogne-Franche-Comté, est un château du XVIIIe siècle (1754-1758) construit pour Francois Bollioud de Saint-Jullien, conseiller du roi Louis XV et receveur général du clergé de France.
Ce dernier souhaita construire un château à la mode de l'époque et confia les travaux à l'architecte parisien Souhard. Ils dureront 4 ans et couteront environ 338 000 livres de l'époque.
Le château avec ses jardins composés de 372 tilleuls taillés en portique et de topiaires d'ifs et de buis fait l'objet d'un classement au titre des monuments historiques depuis le 12 novembre 1945. L'orangerie et le jardin sont inscrits par arrêté du 6 octobre 1993, puis le parc du château est inscrit par arrêté du 20 février 2017 et classé par arrêté du 8 avril 2023.
Le parc a également obtenu en 2015 le label Jardin remarquable.

## Le château
Le château est une propriété privée toujours habitée par ses propriétaires. Il est ouvert à la visite de juillet à septembre.

### Organisation générale
D'architecture classique, le château de Fontaine-Française, qui a conservé quelques murs de l'ancienne forteresse, présente des formes nettes et symétriques. Il est composé d'un corps de logis central flanqué de deux ailes en retour sur la cour. Les fenêtres, hautes de 4,50 mètres, sont ornées côté cour de mascarons représentant des figures allégoriques. Le dôme qui surmonte la partie centrale renferme 2 horloges et est terminé par un terrasson situé à 25 mètres de hauteur. Le fronton côté cour était autrefois orné des armoiries de la famille Saint-Jullien. Martelées à la Révolution, elles ont été remplacées à la fin du XIXe siècle par celles de la famille de Chabrillan propriétaire à l'époque. Elles représentent une tour gardée par une patte d'ours, encadrées par deux lions couronnés. Le château, les communs et les jardins ont été classés monuments historiques par arrêté du  12 novembre 1945.

### Détails
Au rez-de-chaussée plusieurs pièces se succèdent en enfilade: la chambre de la tour, le grand salon, le salon de musique et enfin la salle des gardes (pièce la plus vaste du château). Un grand escalier d’honneur mène à la galerie du 1er étage où se trouvent  la chapelle, la chambre Voltaire et la chambre Monaco.

## Le parc
Le jardin à la française d'une superficie d'environ 3 ha est composé de 372 tilleuls taillés en portiques et d’ifs taillés en boule. Côté cour  une statue de Flore orne les pelouses du fer à cheval. Sous les tilleuls, un édicule surmonté d'un buste d'Henri IV et de son trophée d'armes rappelle la victoire du roi de France à la bataille de Fontaine-Française le 5 juin 1595. Côté étang, on peut voir sur les pelouses deux statues : Acis et Apollon. Un peu plus loin, à l'ombre d'un bosquet, un buste de Louis XVIII sous lequel est inscrit « il est de ces sujets le Sauveur et le Père ».

## Historique

### Au Moyen Âge
Les archives conservées au château et étudiées par R.-E. Gascon à la fin du XIXe siècle permettent d'approcher la structure médiévale de l’ancien château fort, assez caractéristique de l'architecture militaire du début du XIIIe siècle : enceinte avec tours d'angle, donjon (ou tour maîtresse, intégrée ici à l'enceinte), courtines crénelées, bâtiments adossés aux remparts sur la cour intérieure. Les cuisines et offices, séparés des lieux d’habitation, se trouvaient à l’est de la tour-maîtresse. Cette édification pourrait correspondre à la prise de possession de la seigneurie par Guillaume Ier de Vergy (après son mariage avec Clémence de Fouvent), mais l’existence d’une fortification antérieure est plus que vraisemblable. Une chapelle dédiée à Notre-Dame fut fondée en 1297 à l'extérieur de l'enceinte. Son emplacement est connu, mais pas son orientation, ni ses dimensions et son ornementation.

### La Renaissance
Les co-seigneurs de Fontaine-Française au XVIe siècle, le cardinal de Givry, Françoise de Longwy et l'amiral Chabot, sont l’incarnation même de la Renaissance. Claude de Longwy, évêque de Langres, duc et pair de France en 1528, cardinal de Givry en 1533, faisait partie des personnages les plus en vue du royaume. Sa nièce, Françoise de Longwy, tint une place tout aussi importante à la cour de France. Nièce de François Ier par sa mère, elle avait épousé en 1527 Philippe Chabot-Brion, comte de Charny, grand amiral de France et gouverneur de Bourgogne. Claude de Longwy transforma le château vers 1540-1550. D’après les recherches de R.E. Gascon, il fit couvrir les tours et les courtines de charpentes supportant des toits de tuiles et « la tour du guet, au-dessus du pont-levis, fut élevée à plus de cent pieds de hauteur » (plus de 32 mètres). Il suréleva le bâtiment d’habitation, ajouta des ailes en retour et fit couvrir le tout de tuiles vernissées. Les éléments subsistant dans la toiture actuelle sont verts, jaunes, rouges et noirs. Le motif choisi est inconnu. Le point de Hongrie, ici présenté, s'inspire de certaines réalisations dijonnaises du XVIe siècle. Le cardinal fit démolir la chapelle extérieure et intégra dans le nouveau bâtiment un lieu de prière si magnifique qu’un visiteur écrivit que « c’était un bijou à mettre dans un écrin ». Celle-ci était couverte d’une voûte en pierre cintrée, et les armoiries du cardinal s’y trouvaient en vingt endroits différents. On remarque que les cuisines et offices restèrent dans leur annexe, à l’est de la tour d’entrée. Le château comprenait également des bâtiments de service : écuries, granges à foin et pour la dîme, pressoir, colombier (symbole de prestige), poulailler, garenne, etc., sans que l’on puisse déterminer exactement leur répartition à l’intérieur ou à l’extérieur de l’enceinte. François Ier séjourna à deux reprises à Fontaine, le 10 janvier 1534 et les 27-28 septembre 1535.

### Le Siècle des Lumières
Selon Gascon, Henri IV, au soir de la victoire du 5 juin 1595 sur la Ligue et l'armée espagnole, aurait dormi dans l'une des chambres du château fort. Plusieurs auteurs antérieurs, dont Matthieu écrivant seulement 11 ans après la bataille, avaient pourtant établi que le roi était en fait retourné coucher au château de Lux, ce qui était logique, à la fois parce que Lux avait servi de rendez-vous général pour les troupes royales le matin même, que le baron de Lux avait été un des acteurs principaux de la bataille, et que le problème suivant à régler était d'obtenir la reddition des ligueurs encore enfermés dans le château de Dijon, au siège duquel le roi devait donc retourner au plus vite.
Le siècle suivant, marqué par une triste suite d'épidémies et de dévastations - en particulier au cours de la guerre de Dix Ans où Fontaine fut, comme la plupart des localités de la région, dévasté par le passage de l'armée de Gallas et du duc Charles de Lorraine - ne fut pas propice à de grands travaux. Cependant, la Franche-Comté ayant été rattachée à la France par le traité de Nimègue en 1678, Fontaine-Française fut relevée de son état de place-frontière et la solide fortification put s'ouvrir pour devenir une résidence d'agrément.
François-David Bollioud, seigneur de Saint-Jullien, receveur général du clergé de France, décida en 1754 de transformer le vieux château fort en une plus confortable demeure de style classique. Les travaux planifiés par l’architecte parisien Souhard durèrent quatre ans, les reconstructions s’appuyant largement sur les anciens murs. Madame de Saint-Jullien y invita nombre de brillants esprits qu’elle accueillait déjà dans son salon littéraire du Faubourg Saint-Honoré, notamment Voltaire pour qui elle eut toujours la plus vive admiration et la plus sincère amitié, comme le prouve leur correspondance suivie pendant douze ans ou Madame de Staël qui aurait commencé en 1805 à Fontaine Corinne ou l'Italie, œuvre romantique mais déjà très féministe. La construction du château s'accompagne de celle d'une chapelle, dans l'aile gauche.

### L'évacuation du Musée des beaux-arts de Dijon de 1943 à 1944
Dès 1936, la direction des musées de France avait demandé aux musées de préparer des plans d'évacuation en cas de conflit. Et lorsque le préfet de la Côte-d'Or donna l'ordre d'évacuation, le 26 août 1939, le musée ferma et le premier convoi partit le jour même. Dix voyages furent nécessaires pour mettre à l'abri au château de Châteauneuf-en-Auxois 912 œuvres les plus importantes ainsi que les documents les plus précieux de la bibliothèque municipale et des archives départementales de Dijon.
Une nouvelle évacuation eut lieu en 1943 vers le château de Fontaine-Française. Les œuvres intransportables comme les tombeaux des ducs ou Hébé et l'aigle de Jupiter (1852-1857) de François Rude furent protégées par des sacs de sable maintenus par des charpentes, et d'autres descendues dans les caves.

### Liens entre Monaco et Fontaine-Française
Honorine-Camille-Athénaïs Grimaldi, princesse de Monaco, est la fille du Prince Joseph de Monaco (frère du prince régnant) et de Françoise-Thérèse de Choiseul-Stainville. En 1794, sa mère meurt sur l’échafaud. C’est en 1804 qu’elle se marie avec René-Louis-Victor de La Tour du Pin alors propriétaire du château. Elle consacra au cours de sa vie une grande partie de sa fortune aux œuvres de charité. Elle s’éteint en 1879 à Paris dans sa 96e année et sera enterrée au cimetière de Fontaine-Française.